# 新雅粤菜館

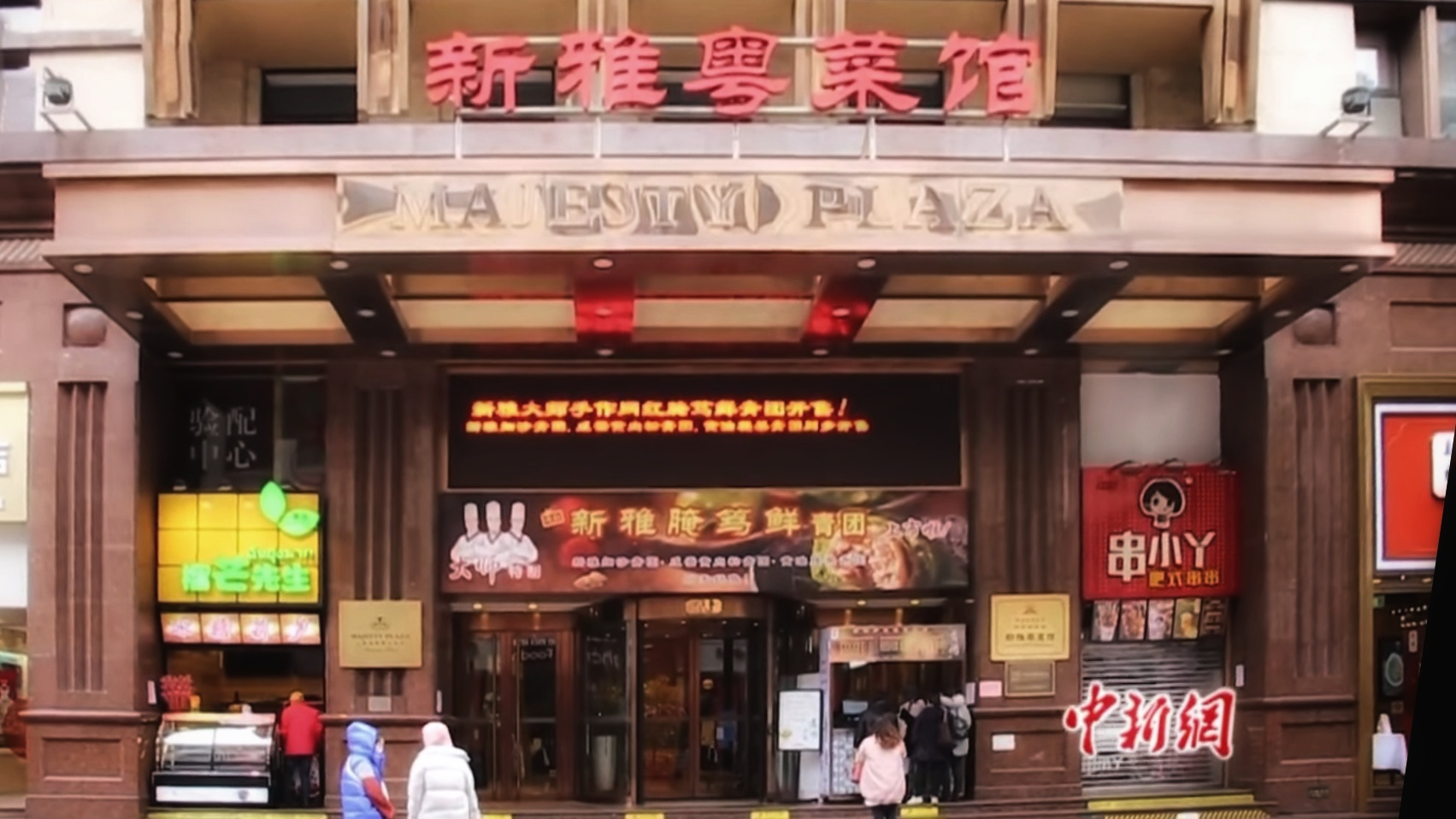

新雅粤菜館は中華人民共和国上海市にある広東料理のレストラン、上海杏花楼酒家傘下にある。

## 歴史
1927年に虹口区の四川北路にて、広東人の蔡建卿によって創業された。1932年に南京路に本店を開業し、虹口店は支店に格下げされた。1937年、虹口支店が閉鎖され、南京路店に統合された。1956年に公私合営の施策を受ける。1998年に10階建ての建築の改築がされ、広さも8,500m2に拡大された。2000年に「全国十大レストラン」に選出された。新雅粤菜館は2018年に南京西路の豊盛里と浦東の長泰広場に「新雅茶室」をオープンした。

## メニュー
点心料理を中心としている。月餅が看板メニューとして知られ、「新雅広式月餅」は上海市著名ブランドである。